# Petronax

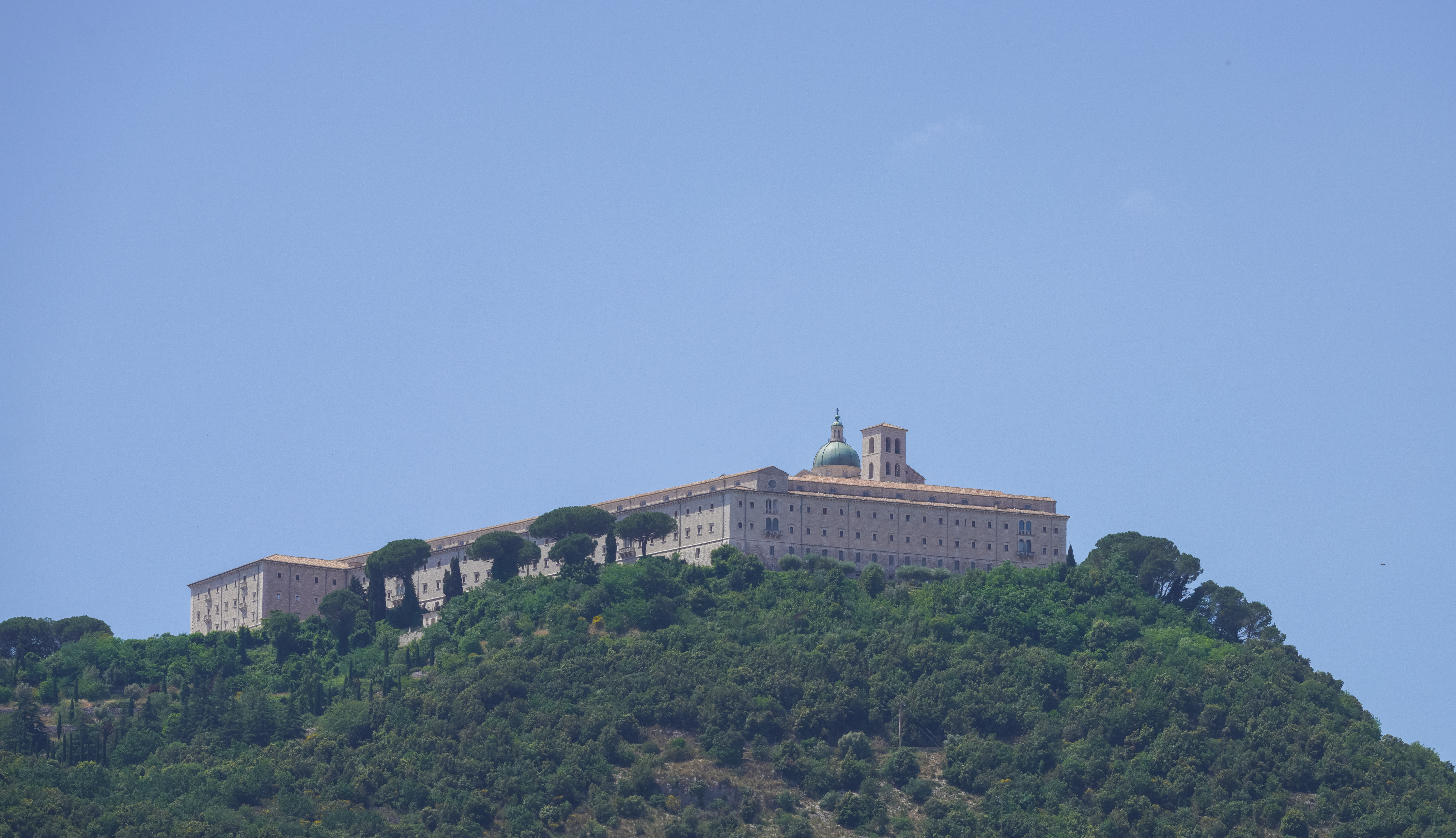
L'Abadia de Montecassino

Petronax (Brescia, Llombardia, ca. 670 - Abadia de Montecassino, Laci, 7 de maig del 747) fou un monjo benedictí, abat de Montecassino. És venerat com a sant a diverses confessions cristianes.
L'any 717 va visitar la tomba de sant Benet de Núrsia a l'Abadia de Montecassino, monestir benedictí al turó del mateix nom des del qual es domina la ciutat italiana de Cassino, situada al nord-oest de Nàpols, i que havia estat destruït pels longobards (581) i els sarraïns. Mogut pel desig de vida religiosa, va decidir gastar tota la seva hisenda en la restauració del monestir i va començar a viure-hi amb uns quants ermitans vinguts de Laterà. A més, rebé l'ajut dels ducs longobards de Benevento per a la reconstrucció.
Va rebre del papa Gregori II les instruccions per reconstruir-lo i es convertí en abat del convent, rebent el 742 la Regla de Sant Benet del papa Zacaries I. Així va sorgir de nou el gran monestir de Montecassino, bressol de l'orde benedictí; Petronax és anomenat el segon fundador de Montecassino.